# Албрехт фон Кирхберг
Албрехт фон Кирхберг (на немски: Albrecht von Kirchberg: † 20 ноември 1315/1355/сл. 1364 в Ерфурт) е бургграф на Кирхберг в Грайфенберг, в Тюрингия.
Той е третият син на бургграф Ото IV фон Кирхберг „Велики“ († 1294/1308) и първата му съпруга с неизвестно име. 
Брат е на Дитрих III бургграф на Кирхберг († 1311), Ото II бургграф на Кирхберг във Виндберг († 1330), Хартман I бургграф на Кирхберг в Капелендорф († 1359), Хайнрих фон Кирхберг, 1308 епископ на Вирих и на Херман фон Кирхберг († 1343).

## Фамилия
Албрехт се жени за Елизабет фон Орламюнде (* ок. 1320; † сл. 30 август 1372), дъщеря на граф Хайнрих III фон Орламюнде († 1354) и графиня Ирмгард фон Шварцбург-Бланкенбург († 1354), дъщеря на граф Хайнрих VII фон Шварцбург-Бланкенбург. Те имат децата:
- Херман
- Дитрих IV († 1369), бургграф на Кирхберг
- Елизабет
- Гюнтер
- Ирмгард
- Албрехт III (II) († 1427), бургграф на Кирхберг, господар на Виндберг и Цигенхайн, женен I. за Маргарета фон Кранихфелд († 1417), II. за Маргарета фон Байхлинген (* ок. 1390), III. за Анна фон Шварцбург
- Освалд († 15 юни 1426 в битката при Аусиг)